# North Wejinabikun Lake
North Wejinabikun Lake är en sjö i Kanada.   Den ligger i distriktet Algoma och provinsen Ontario, i den sydöstra delen av landet, 700 km nordväst om huvudstaden Ottawa. North Wejinabikun Lake ligger 355 meter över havet. Arean är 0,79 kvadratkilometer. Den ligger vid sjön Kabiskagami Lake. Den sträcker sig 1,7 kilometer i nord-sydlig riktning, och 1,2 kilometer i öst-västlig riktning.
I omgivningarna runt North Wejinabikun Lake växer i huvudsak blandskog. Trakten runt North Wejinabikun Lake är nära nog obefolkad, med mindre än två invånare per kvadratkilometer.